# 加尔斯托夫
加尔斯托夫是德国下萨克森州的一个市镇。总面积16.85平方公里，总人口1107人，其中男性569人，女性538人（2011年12月31日），人口密度66人/平方公里。